# Milano-Sanremo 2013
Milano-Sanremo 2013 er den 104. udgave af den italienske cykelklassiker Milano-Sanremo. Løbet bliver afholdt søndag den 17. marts 2013 med start i Milano og mål i Sanremo. Længden på løbet er 298 km. Det er løb nummer 4 ud af 29 i UCI World Tour 2013.

## Deltagende hold
På grund af at Milano-Sanremo er en del af UCI World Tour, er alle 18 UCI ProTour-hold automatisk inviteret og forpligtet til at sende et hold. Derudover inviterer arrangøren RCS Sport yderlige syv hold til løbet. Dermed bliver der i alt 200 ryttere i feltet med otte på hvert hold.
| UCI ProTour-hold: - Ag2r-La Mondiale (ALM) - Argos-Shimano (ARG) - Astana Pro Team (AST) - Belkin Pro Cycling (BEL) - BMC Racing Team (BMC) - Cannondale (CAN) - Euskaltel-Euskadi (EUS) - FDJ (FDJ) - Garmin-Sharp (GRM) | 0 - Lampre-Merida (LAM) - Lotto-Belisol (LTB) - Movistar Team (MOV) - Omega Pharma-Quick Step (OPQ) - Orica-GreenEDGE (OGE) - RadioShack-Leopard (RLT) - Team Saxo-Tinkoff (SAX) - Team Sky (SKY) - Vacansoleil-DCM (VCD) - Team Katusha (KAT) | Wildcards: - Europcar (EUC) - Androni Giocattoli-Venezuela (AND) - Bardiani Valvole-CSF Inox (COG) - Vini Fantini-Selle Italia (FAR) - Team Katusha (KAT) - MTN Qhubeka (MTN) - IAM Cycling (IAM) |

## Resultat
|    | Rytter                   | Hold                    | Tid        |
| -- | ------------------------ | ----------------------- | ---------- |
| 1  | Gerald Ciolek (GER)      | MTN Qhubeka             | 5h 37' 20" |
| 2  | Peter Sagan (SVK)        | Cannondale              | s.t.       |
| 3  | Fabian Cancellara (SUI)  | RadioShack-Leopard      | s.t.       |
| 4  | Sylvain Chavanel (FRA)   | Omega Pharma-Quick Step | s.t.       |
| 5  | Luca Paolini (ITA)       | Team Katusha            | s.t.       |
| 6  | Ian Stannard (GBR)       | Team Sky                | s.t.       |
| 7  | Taylor Phinney (USA)     | BMC Racing Team         | s.t.       |
| 8  | Alexander Kristoff (NOR) | Team Katusha            | + 14"      |
| 9  | Mark Cavendish (GBR)     | Omega Pharma-Quick Step | + 14"      |
| 10 | Bernhard Eisel (AUT)     | Team Sky                | + 14"      |